# Diaphus taaningi
Diaphus taaningi és una espècie de peix de la família dels mictòfids i de l'ordre dels mictofiformes.

## Morfologia
- Els mascles poden assolir 7 cm de longitud total.[3][4]

## Reproducció
Té una fecunditat de, si fa no fa, 1.000 ous per femella.

## Depredadors
A Namíbia és depredat per Merluccius capensis.

## Hàbitat
És un peix marí i d'aigües profundes que viu entre 40-475m de fondària.

## Distribució geogràfica
Es troba a l'Atlàntic oriental i a l'Atlàntic occidental (des dels Estats Units i el Canadà fins al Golf de Mèxic, el Carib i les Guaianes).